# خوران علیا
خوران علیا، روستایی از توابع بخش مرکزی شهرستان ایوان در استان ایلام ایران است.

## جمعیت
این روستا در دهستان نبوت قرار دارد و براساس سرشماری مرکز آمار ایران در سال ۱۳۸۵، جمعیت آن ۶۱۵ نفر (۱۱۱خانوار) بوده‌است.